# Taivassalo
Taivassalo este o comună din Finlanda.